# Usluga veb-hostinga
Veb-hosting je tip internet hostinga koji dozvoljava organizacijama i fizičkim licima da naprave svoj veb-sajt kome se može pristupiti preko veba (engl. World Wide Web). Veb-hostovi su obično kompanije koje daju prostor na serveru koji klijenti mogu da koriste.
Obim veb-hosting servisa veoma varira. Najobičniji je veb-stranica i hosting podataka u maloj razmeri, gde podaci mogu biti postavljeni i skinuti preko FTP-a (protokol za transfer datoteka) ili veb-interfejsa. Fajlovi se obično prebacuju bez ili uz minimalno procesiranje. Mnogi internet servis provajderi (engl. Internet service provider) nude ovaj servis besplatno svojim pretplatnicima. Hosting ličnog veb-sajta je obično besplatan, sponzorisan kroz reklame ili veoma jeftin. Hosting veb-sajtova kompanija je obično skuplji zbog veličine i tipa sajta.
Veb hosting je usluga koja omogućava pojedincima i organizacijama da postave svoje web sajtove na internet. Hosting provajderi obezbeđuju servere i tehnologiju potrebnu za skladištenje, održavanje i prikazivanje web sajtova. Postoje različiti tipovi web hostinga, uključujući deljeni hosting, VPS (Virtual Private Server), dedicirani serveri i cloud hosting. Ovi servisi nude različite nivoe performansi, sigurnosti i upravljanja, prilagođene potrebama korisnika, od malih ličnih blogova do velikih korporativnih sajtova.
Jednostranični veb-sajt je obično dovoljan za potrebe fizičkih lica. Kompleksniji veb-sajtovi zahtevaju podršku za rad sa bazama podataka i platformama za razvoj aplikacija (npr. PHP, Java, Ruby, ColdFusion, ili ASP.NET). Takođe mogu pružiti dodatne mere sigurnosti kompanijama koje se bave e-poslovanjem.
Host može pružiti korisniku interfejs preko koga je moguće lako menjati i dodavati sadržaj kao i kontrolisati dodatne servise (npr. e-mail). Neki hostovi su specijalizovani za pružanje određenih servisa (npr. e-poslovanje).

## Dostupnost i aptajm
Dostupnost veb-sajta se izražava u postocima godine u kojima je veb-sajt bio javno dostupan i bilo ga je moguće pronaći na internetu. Dostupnost i aptajm sistema nisu isto. Aptajm označava koliko je sam sistem bio online. Hosting provajder najčešće ima zakazan period kada se sistem održava i naziva se dauntajm. Zakazani dauntajm se obično ne uzima u obzir kada se računa ukupno vreme dostupnosti servera. Većina provajdera će korisnicima vratiti deo uplaćenih sredstava ukoliko koeficijent dostupnosti bude manji od dogovorenog u određenom vremenskom periodu. Način na koji se dauntajm izvršava varira od provajdera do provajdera. Postoje provajderi koji ne daju javne statistike aptajma.

## Tipovi hostinga
Internet hosting servisi mogu da pokreću veb-servere.
Mnoge velike kompanije koje nisu internet servis provajderi moraju stalno biti povezane sa internetom kako bi mogle da razmenjuju podatke, e-mail itd. Kompanije mogu preko svog veb-sajta takođe dati i informacije o uslugama koje pružaju.
- Besplatni veb-hosting — Pružaju mnoge kompanije, ali sa ograničenim mogućnostima, veoma često sponzorisane preko reklama.
- Deljeni veb-hosting — Nečiji veb-sajt se nalazi na serveru sa mnogo drugih sajtova, može ih biti od tek nekoliko do stotina hiljada. Najčešće svi domeni dele osnovne resurse servera kao što su RAM i CPU. Mogućnosti koje pruža ovaj tip servisa su najčešće veoma ograničene. Mnoge kompanije uzimaju veći prostor i onda taj prostor daju svojim klijentima kao preprodavci.
- Veb-hosting kod preprodavaca — Omogućava klijentima da sami postanu veb-hostovi. Ovaj vid usluge može funkcionisati za individualne domene, pod bilo kojom kombinacijom ovde nabrojanih tipova hostinga, u zavisnosti s kim su povezani kao preprodavcem. Nalozi preprodavaca mogu veoma varirati po veličini. Mnogi preprodavci pružaju i tehničku podršku svojim klijentima.
- Virtuelni privatni server (VPS) — Deli resurse servera u virtuelne servere. Korisnik najčešće ima root pristup svom virtuelnom prostoru. Korisnici su najčešće sami odgovorni za održavanje servera.
- Namenski hosting — Korisnik dobija svoj veb-server i punu kontrolu nad njim (korisnik ima  pristup za /administrator pristup za ); ali, korisnik najčešće ne poseduje sam server. Ovo je najpovoljnija opcija za korisnike koji imaju potrebu za namenskim hostingom. Korisnik ima potpun pristup serveru, sto znači da je odgovoran za njegovu bezbednost i održavanje.
- Upravljani hosting — Korisnik dobija svoj veb-server, ali nema potpun pristup nad njim (korisnik nema root pristup za /administrator pristup za ); ali, korisniku je dozvoljeno da upravljaju svojim datotekama najčešće preko FTP-a. Korisniku nije dozvoljena potpuna kontrola kako bi provajder mogao da garantuje kvalitet i kako bi se izbegle izmene u konfiguraciji samog servera od strane korisnika. Korisnik najčešće ne poseduje sam server. Server je iznajmljen korisniku.
- Kolokacioni hosting — Veoma sličan namenskom veb-hostingu; hosting kompanija pruža fizički prostor koji server zauzima i vodi računa o serveru. Ovo je najmoćniji i najskuplji tip veb-hostinga. U većini slučajeva, kolokacioni provajder se najčešće ne brine o samoj klijentovoj mašini već obezbeđuje električnu energiju, internet pristup, te prostor gde će server biti smešten. Pre je većina kolokacionih provajdera prihvatala bilo koju vrstu konfiguracije sistema, čak i u  stilu, ali većina hostova danas zahteva rack mount kućišta i standardne konfiguracije sistema.
- hosting — Novi oblik hosting platforme koji omogućava korisnicima moćan i pouzdan hosting, baziran na grupisanim serverima balansiranog punjenja (load-balanced). Cloud hostovan veb-sajt može biti pouzdaniji od nekog drugog tipa hostinga jer u slučaju kvara na nekoj od mašina ceo cloud sistem i dalje nastavlja da radi. Takođe, lokalni problemi sa električnom energijom kao i prirodne nepogode manje su problematične za cloud hostovane sajtove, jer cloud hosting nije centralizovan. Cloud hosting takođe omogućava provajderu da korisniku naplati samo resurse koje je koristio, za razliku od unapred određene mesečne ili godišnje cene koja ja najčešće slučaj kod drugih tipova veb-hostinga. Međutim, nedostatak centralizacije može korisniku stvoriti probleme jer ne može da kontroliše gde će se njegovi podaci nalaziti što je veoma bitno ukoliko korisnik ima podatke čija sigurnost je prioritet.
- Grupisani hosting — Implementira se tako što se isti sadržaj nalazi na više servera. Grupisani serveri su perfektno rešenje za namenske servere velike dostupnosti.
- Mrežni hosting — Ova forma distribuiranog hostinga dobija se kada grupisani serveri deluju kao mreža koja je sačinjena od većeg broja čvorova.
- Kućni server — Najčešće je jedna mašina koja se nalazi u nečijem privatnom posedu i najčešće hostuje jedan ili više veb-sajtova širokopojasnom konekcijom (broadband). Ovo mogu biti mašine specijalno namenjene svrsi ili najčešće PC koji više nije potreban za neku drugu svrhu. Neki ISP-ovi aktivno pokušavaju da blokiraju kućne servere odbijanjem dolazećih zahteva TCP portu 80 i odbijanjem da im dodele statičke  adrese. Jedan od čestih načina na koji je moguće osigurati DNS ime hosta jeste kreiranje naloga uz pomoć dinamičkog DNS servisa. Dinamički DNS servis će automatski promeniti IP adresu na koju pokazuje URL kada se IP adresa promeni (stvoriće privid statičke IP adrese).

Neke specifične vrste hostinga koje neki provajderi nude:
- hosting podataka (hostuje samo podatke, ne i veb-stranice),
- hosting slika,
- video-hosting servis,
- blog-hosting servis,
- servis (korisnici lako mogu da razmenjuju običan tekst),
- hosting servis itd.

## Dobijanje hostinga
Veb-hosting se najčešće dobija u okviru osnovnog paketa za pristup internetu od strane provajdera. Takođe postoje i mnoge kompanije koje nude besplatni ili plaćeni veb-hosting.
Korisnik mora unapred znati potrebe svoje aplikacije kako bi mogao da se odluči za određenu konfiguraciju hostinga. Uvek treba uzeti u obzir softver servera baze podataka, skripting softver i operativni sistem. Većina hosting provajdera nudi veb-hosting baziran na Linux-u, koji nudi širok spektar dodatnog softvera. Tipična konfiguracija za Linux server je LAMP, platforma Linux, Apache, MySQL i PHP/Perl/Python. Klijenti često pored ovoga žele i neke dodatne usluge kao što su e-mail za domen njihove kompanije, bazu podataka ili neke dodatne multimedijalne servise. Takođe, moguće je i opredeliti se za Windows. Klijent u tom slučaju i dalje može da bira između PHP-a, Perl-a i Python-a, ali u ovom slučaju može da se odluči i za ASP.Net ili Classic ASP.

## Spoljašnje veze
- Web hosting на веб-сајту  (језик: енглески)
- Zašto treba imati namenski server